# Le Poinçonnet
Le Poinçonnet – miejscowość i gmina we Francji, w Regionie Centralnym, w departamencie Indre.
Według danych na rok 1990 gminę zamieszkiwało 4600 osób, a gęstość zaludnienia wynosiła 102 osoby/km² (wśród 1842 gmin Regionu Centralnego Le Poinçonnet plasuje się na 72. miejscu pod względem liczby ludności, natomiast pod względem powierzchni na miejscu 125.).